# 아다르 루흐 그윈
아다흐 루흐 그윈(웨일스어: Adar Llwch Gwin)은 웨일스 전설에 나오는 거대한 새이다. 그리핀과 비슷하게 생겼으며, 용사 드루드와스 압 트리핀이 요정 아내에게 받았다고 한다. 이 새들은 인간의 말을 알아들을 수 있으며 주인의 말에는 무엇이든 복종한다.
드루드와스는 영웅 아서와 싸우게 되었는데, 자신이 기르던 아다르 루흐 그윈들에게 싸움터에 들어오는 첫 번째 인간을 죽이라고 명령했다. 그러나 아서가 싸움터에 오는 것이 늦어지자 새들은 자기 주인인 드루드와스에게 달려들어 그를 조각조각 찢어버리고 말았다.
나중에 중세 웨일스에서는 "아다르 루흐 그윈"이란 매, 수리 등을 포함한 맹금류를 이르는 말이 되었는데, 용감한 남자를 가리키기도 했다.

## 참고 자료
- Rose, Carol. (2000). Giants, Monsters and Dragons. Norton